# Супонь
Супонь — село в Узловском районе Тульской области России.
В рамках административно-территориального устройства является центром Хитровской сельской администрации Узловского района, в рамках организации местного самоуправления входит в сельское поселение Шахтёрское.

## География
Расположено на реке Рассошка, на западной границе города Узловая (в 2 км к западу от железнодорожной станции Узловая I).

## Население
| 2002 | 2010 |
| ---- | ---- |
| 331  | ↗423 |

Население — 423 чел. (2010). 